# Trama mordvilkoi
Trama mordvilkoi är en insektsart som beskrevs av Carl Julius Bernhard Börner 1940. Trama mordvilkoi ingår i släktet Trama och familjen långrörsbladlöss. Inga underarter finns listade i Catalogue of Life.